# Syllepte ochrotichroa
Syllepte ochrotichroa là một loài bướm đêm trong họ Crambidae.